# U19-Europamästerskapet i fotboll för damer 2015
U19-Europamästerskapet i fotboll för damer 2015, även känt som F19-EM 2015, var den 18:e Europamästerskapsturneringen för kvinnor under 19 år. Turneringen avgjordes i Israel mellan den 15 och 27 juli 2015. Tävlingen var även kvalificerande för U20-världsmästerskapet som avgjordes i Papua Nya Guinea år 2016.

## Sammanfattning
Till EM-slutspelet i Israel kvalificerade sig åtta lag. Bland de deltagande lagen fanns Spanien (segrare 2004), Sverige (segrare 2012), Frankrike (segrare 2003, 2010 och 2013), England (segrare 2009) och Tyskland (segrare 2002, 2006, 2007 och 2011). Gruppspelet bestod av två grupper med fyra lag i varje, och i Grupp A tog sig både Frankrike och Sverige vidare till semifinal. Från B-gruppen avancerade Tyskland (som vinnare efter inbördes möten) och Spanien till semifinal.
Flera matcher i B-gruppen ledde till överraskande resultat. I sin första match besegrade Spanien Norge med övertygande 4–0, varefter Norge besegrade fyrfaldiga mästarna Tyskland med 2–0. Sista lag i Grupp B blev England, 2009 års turneringssegrare och finalist i årets senior-VM.
Båda semifinalerna blev jämna tillställningar som fick lov att avgöras efter straffar. I den ena matchen vann Spanien straffsparksläggningen med 5–4 över Frankrike, efter resultatet 1–1 vid full tid och förlängning. I den andra semifinalen var ställningen efter förlängningen 3–3, och därefter vann Sverige straffsparksläggningen med 4–2. Finalen i turneringen avgörs 27 juli mellan Spanien och Sverige.
På de 14 matcherna fram till finalen gjordes 35 mål (straffsparksläggningar oräknade). Bästa målskytt dittills var  Stina Blackstenius (Sverige), med sina 4 mål. De fyra semifinallagen kvalificerade sig samtidigt till 2016 års U20-världsmästerskap för damer.
I finalen 27 juli vann Sverige över Spanien med 3–1. I halvtid stod det 2–0 till Sverige, efter två mål av Stina Blackstenius. Hon blev med sina sammanlagt 6 mål turneringens bästa målskytt. Större delen av laget kommer sannolikt att även delta i 2016 års U20-världsmästerskap i Papua Nya Guinea.

## Kvalificerade länder
I kvalet till EM-slutspelet deltog 48 lag. Arrangören Israel kvalificerade sig automatiskt, medan övriga lag tog sig dit genom deltagande i sex kvalificeringsgrupper. Där kvalificerade sig de sex gruppsegrarna samt bästa grupptvåan (Norge).
| Grupp | Nation              |
| ----- | ------------------- |
| A     | Israel (värdnation) |
| A     | Danmark             |
| A     | Frankrike           |
| A     | Sverige             |
| B     | England             |
| B     | Norge               |
| B     | Spanien             |
| B     | Tyskland            |

## Spelplatser
Turneringen spelades på fyra orter, med stadion i Netanya som finalarena.
| Netanya                                            | Rishon LeZion                                           | Lod                                                              | Ramle                                           |
| -------------------------------------------------- | ------------------------------------------------------- | ---------------------------------------------------------------- | ----------------------------------------------- |
| Netanja stadion (אצטדיון נתניה, Itztadion Netanya) | Haberfeld stadion (אצטדיון הברפלד, Itztadion Haberfeld) | Lods kommunala stadion (אצטדיון עירוני לוד, Itztadion Ironi Lod) | Ramle kommunala stadion (Itztadion Ironi Ramla) |
| 32°20′0″N 34°51′0″Ö / 32.33333°N 34.85000°Ö        | 31°57′0″N 34°48′0″Ö / 31.95000°N 34.80000°Ö             | 31°56′54.59″N 34°53′20.4″Ö / 31.9484972°N 34.889000°Ö            | 31°56′0″N 34°52′0″Ö / 31.93333°N 34.86667°Ö     |
| Kapacitet: 13 610                                  | Kapacitet: 6 000                                        | Kapacitet: 3 000                                                 | Kapacitet: 2 000                                |
|                                                    |                                                         |                                                                  |                                                 |

## Gruppspel

### Grupp A
| Nr | Lag       | S | V | O | F | GM | IM | MS | P |
| -- | --------- | - | - | - | - | -- | -- | -- | - |
| 1  | Frankrike | 3 | 3 | 0 | 0 | 6  | 0  | +6 | 9 |
| 2  | Sverige   | 3 | 2 | 0 | 1 | 4  | 1  | +3 | 6 |
| 3  | Danmark   | 3 | 1 | 0 | 2 | 2  | 3  | −1 | 3 |
| 4  | Israel    | 3 | 0 | 0 | 3 | 1  | 9  | −8 | 0 |

|             | 15 juli 2015 | Frankrike                 | 1 – 0           | Danmark | Netanya-stadion | |
| 19:30 UTC+3 | 19:30 UTC+3  | Marie-Charlotte Léger 49′ | (0 – 0) Rapport |         | Netanya Publik: 400<refname="Matchrapporter">{{Webbref\|url=https://www.uefa.com/womensunder19/season=2 015/technical-report/results/index.html\|titel=Women'sUnder−19-Technicalreport-Results-Uefa.com\|datum=15juli2 015\|hämtdatum=3juli2 018\|utgivare=Uefa}}</ref> Domare: Ana Minić (Serbien) | Netanya Publik: 400<refname="Matchrapporter">{{Webbref\|url=https://www.uefa.com/womensunder19/season=2 015/technical-report/results/index.html\|titel=Women'sUnder−19-Technicalreport-Results-Uefa.com\|datum=15juli2 015\|hämtdatum=3juli2 018\|utgivare=Uefa}}</ref> Domare: Ana Minić (Serbien) |
| 19:30 UTC+3 | 19:30 UTC+3  |                           |                 |         | Netanya Publik: 400<refname="Matchrapporter">{{Webbref\|url=https://www.uefa.com/womensunder19/season=2 015/technical-report/results/index.html\|titel=Women'sUnder−19-Technicalreport-Results-Uefa.com\|datum=15juli2 015\|hämtdatum=3juli2 018\|utgivare=Uefa}}</ref> Domare: Ana Minić (Serbien) | Netanya Publik: 400<refname="Matchrapporter">{{Webbref\|url=https://www.uefa.com/womensunder19/season=2 015/technical-report/results/index.html\|titel=Women'sUnder−19-Technicalreport-Results-Uefa.com\|datum=15juli2 015\|hämtdatum=3juli2 018\|utgivare=Uefa}}</ref> Domare: Ana Minić (Serbien) |
| 19:30 UTC+3 | 19:30 UTC+3  |                           |                 |         | Netanya Publik: 400<refname="Matchrapporter">{{Webbref\|url=https://www.uefa.com/womensunder19/season=2 015/technical-report/results/index.html\|titel=Women'sUnder−19-Technicalreport-Results-Uefa.com\|datum=15juli2 015\|hämtdatum=3juli2 018\|utgivare=Uefa}}</ref> Domare: Ana Minić (Serbien) | Netanya Publik: 400<refname="Matchrapporter">{{Webbref\|url=https://www.uefa.com/womensunder19/season=2 015/technical-report/results/index.html\|titel=Women'sUnder−19-Technicalreport-Results-Uefa.com\|datum=15juli2 015\|hämtdatum=3juli2 018\|utgivare=Uefa}}</ref> Domare: Ana Minić (Serbien) |

|             | 15 juli 2015 | Israel | 0 – 3           | Sverige                                        | Lods stadsstadion                                                        |                                                                          |
| 20:10 UTC+3 | 20:10 UTC+3  |        | (0 – 2) Rapport | 22′ Nathalie Björn 28′, 72′ Stina Blackstenius | Lod Publik: 2 500<refname="Matchrapporter"/> Domare: Rhona Daly (Irland) | Lod Publik: 2 500<refname="Matchrapporter"/> Domare: Rhona Daly (Irland) |
| 20:10 UTC+3 | 20:10 UTC+3  |        |                 |                                                | Lod Publik: 2 500<refname="Matchrapporter"/> Domare: Rhona Daly (Irland) | Lod Publik: 2 500<refname="Matchrapporter"/> Domare: Rhona Daly (Irland) |
| 20:10 UTC+3 | 20:10 UTC+3  |        |                 |                                                | Lod Publik: 2 500<refname="Matchrapporter"/> Domare: Rhona Daly (Irland) | Lod Publik: 2 500<refname="Matchrapporter"/> Domare: Rhona Daly (Irland) |

|             | 18 juli 2015 | Sverige                     | 1 – 0           | Danmark | Haberfeld-stadion                                                                       |                                                                                         |
| 19:30 UTC+3 | 19:30 UTC+3  | Filippa Angeldal 35′ (str.) | (1 – 0) Rapport |         | Rishon LeZion Publik: 250<refname="Matchrapporter"/> Domare: Lorraine Clark (Skottland) | Rishon LeZion Publik: 250<refname="Matchrapporter"/> Domare: Lorraine Clark (Skottland) |
| 19:30 UTC+3 | 19:30 UTC+3  |                             |                 |         | Rishon LeZion Publik: 250<refname="Matchrapporter"/> Domare: Lorraine Clark (Skottland) | Rishon LeZion Publik: 250<refname="Matchrapporter"/> Domare: Lorraine Clark (Skottland) |
| 19:30 UTC+3 | 19:30 UTC+3  |                             |                 |         | Rishon LeZion Publik: 250<refname="Matchrapporter"/> Domare: Lorraine Clark (Skottland) | Rishon LeZion Publik: 250<refname="Matchrapporter"/> Domare: Lorraine Clark (Skottland) |

|             | 18 juli 2015 | Israel | 0 – 4           | Frankrike                                                                       | Netanya-stadion                                                                    |                                                                                    |
| 21:15 UTC+3 | 21:15 UTC+3  |        | (0 – 2) Rapport | 10′ Clara Mateo 26′ Noémie Carage 64′ Juliane Gathrat 70′ Marie-Charlotte Léger | Netanya Publik: 2 630<refname="Matchrapporter"/> Domare: Lina Lehtovaara (Finland) | Netanya Publik: 2 630<refname="Matchrapporter"/> Domare: Lina Lehtovaara (Finland) |
| 21:15 UTC+3 | 21:15 UTC+3  |        |                 |                                                                                 | Netanya Publik: 2 630<refname="Matchrapporter"/> Domare: Lina Lehtovaara (Finland) | Netanya Publik: 2 630<refname="Matchrapporter"/> Domare: Lina Lehtovaara (Finland) |
| 21:15 UTC+3 | 21:15 UTC+3  |        |                 |                                                                                 | Netanya Publik: 2 630<refname="Matchrapporter"/> Domare: Lina Lehtovaara (Finland) | Netanya Publik: 2 630<refname="Matchrapporter"/> Domare: Lina Lehtovaara (Finland) |

|             | 21 juli 2015 | Danmark                    | 2 – 1           | Israel          | Lods stadsstadion                                                                 |                                                                                   |
| 19:40 UTC+3 | 19:40 UTC+3  | Nicoline Sørensen 33′, 60′ | (1 – 1) Rapport | 22′ Eden Avital | Lod Publik: 2 300<refname="Matchrapporter"/> Domare: Eleni Lampadariou (Grekland) | Lod Publik: 2 300<refname="Matchrapporter"/> Domare: Eleni Lampadariou (Grekland) |
| 19:40 UTC+3 | 19:40 UTC+3  |                            |                 |                 | Lod Publik: 2 300<refname="Matchrapporter"/> Domare: Eleni Lampadariou (Grekland) | Lod Publik: 2 300<refname="Matchrapporter"/> Domare: Eleni Lampadariou (Grekland) |
| 19:40 UTC+3 | 19:40 UTC+3  |                            |                 |                 | Lod Publik: 2 300<refname="Matchrapporter"/> Domare: Eleni Lampadariou (Grekland) | Lod Publik: 2 300<refname="Matchrapporter"/> Domare: Eleni Lampadariou (Grekland) |

|             | 21 juli 2015 | Sverige | 0 – 1           | Frankrike                  | Netanya-stadion                                                            |                                                                            |
| 19:40 UTC+3 | 19:40 UTC+3  |         | (0 – 1) Rapport | 5′ (sjm.) Emelie Andersson | Netanya Publik: 600<refname="Matchrapporter"/> Domare: Rhona Daly (Irland) | Netanya Publik: 600<refname="Matchrapporter"/> Domare: Rhona Daly (Irland) |
| 19:40 UTC+3 | 19:40 UTC+3  |         |                 |                            | Netanya Publik: 600<refname="Matchrapporter"/> Domare: Rhona Daly (Irland) | Netanya Publik: 600<refname="Matchrapporter"/> Domare: Rhona Daly (Irland) |
| 19:40 UTC+3 | 19:40 UTC+3  |         |                 |                            | Netanya Publik: 600<refname="Matchrapporter"/> Domare: Rhona Daly (Irland) | Netanya Publik: 600<refname="Matchrapporter"/> Domare: Rhona Daly (Irland) |

### Grupp B
| Nr | Lag      | S | V | O | F | GM | IM | MS | P |
| -- | -------- | - | - | - | - | -- | -- | -- | - |
| 1  | Tyskland | 3 | 2 | 0 | 1 | 3  | 3  | 0  | 6 |
| 2  | Spanien  | 3 | 2 | 0 | 1 | 7  | 2  | +5 | 6 |
| 3  | Norge    | 3 | 1 | 1 | 1 | 2  | 4  | −2 | 4 |
| 4  | England  | 3 | 0 | 1 | 2 | 2  | 5  | −3 | 1 |

|             | 15 juli 2015 | England              | 1 – 2           | Tyskland                           | Haberfeld-stadion                                                                      |                                                                                        |
| 19:30 UTC+3 | 19:30 UTC+3  | Gabrielle George 30′ | (1 – 1) Rapport | 25′ Nina Ehegötz 87′ Rebecca Knaak | Rishon LeZion Publik: 300<refname="Matchrapporter"/> Domare: Lina Lehtovaara (Finland) | Rishon LeZion Publik: 300<refname="Matchrapporter"/> Domare: Lina Lehtovaara (Finland) |
| 19:30 UTC+3 | 19:30 UTC+3  |                      |                 |                                    | Rishon LeZion Publik: 300<refname="Matchrapporter"/> Domare: Lina Lehtovaara (Finland) | Rishon LeZion Publik: 300<refname="Matchrapporter"/> Domare: Lina Lehtovaara (Finland) |
| 19:30 UTC+3 | 19:30 UTC+3  |                      |                 |                                    | Rishon LeZion Publik: 300<refname="Matchrapporter"/> Domare: Lina Lehtovaara (Finland) | Rishon LeZion Publik: 300<refname="Matchrapporter"/> Domare: Lina Lehtovaara (Finland) |

|             | 15 juli 2015 | Spanien                                                     | 4 – 0           | Norge | Ramles stadsstadion                                                           |                                                                               |
| 19:30 UTC+3 | 19:30 UTC+3  | Alba Redondo 22′, 83′ Nahikari García 26′ Pilar Garrote 38′ | (3 – 0) Rapport |       | Ramle Publik: 180<refname="Matchrapporter"/> Domare: Esther Azzopardi (Malta) | Ramle Publik: 180<refname="Matchrapporter"/> Domare: Esther Azzopardi (Malta) |
| 19:30 UTC+3 | 19:30 UTC+3  |                                                             |                 |       | Ramle Publik: 180<refname="Matchrapporter"/> Domare: Esther Azzopardi (Malta) | Ramle Publik: 180<refname="Matchrapporter"/> Domare: Esther Azzopardi (Malta) |
| 19:30 UTC+3 | 19:30 UTC+3  |                                                             |                 |       | Ramle Publik: 180<refname="Matchrapporter"/> Domare: Esther Azzopardi (Malta) | Ramle Publik: 180<refname="Matchrapporter"/> Domare: Esther Azzopardi (Malta) |

|             | 18 juli 2015 | England          | 1 – 3           | Spanien                                             | Ramles stadsstadion                                                               |                                                                                   |
| 19:30 UTC+3 | 19:30 UTC+3  | Natasha Flint 9′ | (1 – 0) Rapport | 54′ Pilar Garrote 82′ Alba Redondo 90′ Rocío Gálvez | Ramle Publik: 300<refname="Matchrapporter"/> Domare: Eleni Lampadariou (Grekland) | Ramle Publik: 300<refname="Matchrapporter"/> Domare: Eleni Lampadariou (Grekland) |
| 19:30 UTC+3 | 19:30 UTC+3  |                  |                 |                                                     | Ramle Publik: 300<refname="Matchrapporter"/> Domare: Eleni Lampadariou (Grekland) | Ramle Publik: 300<refname="Matchrapporter"/> Domare: Eleni Lampadariou (Grekland) |
| 19:30 UTC+3 | 19:30 UTC+3  |                  |                 |                                                     | Ramle Publik: 300<refname="Matchrapporter"/> Domare: Eleni Lampadariou (Grekland) | Ramle Publik: 300<refname="Matchrapporter"/> Domare: Eleni Lampadariou (Grekland) |

|             | 18 juli 2015 | Tyskland | 0 – 2           | Norge                                      | Lods stadsstadion                                                      |                                                                        |
| 19:30 UTC+3 | 19:30 UTC+3  |          | (0 – 2) Rapport | 5′ Vilde Fjelldal 33′ (sjm.) Rebecca Knaak | Lod Publik: 200<refname="Matchrapporter"/> Domare: Ana Minić (Serbien) | Lod Publik: 200<refname="Matchrapporter"/> Domare: Ana Minić (Serbien) |
| 19:30 UTC+3 | 19:30 UTC+3  |          |                 |                                            | Lod Publik: 200<refname="Matchrapporter"/> Domare: Ana Minić (Serbien) | Lod Publik: 200<refname="Matchrapporter"/> Domare: Ana Minić (Serbien) |
| 19:30 UTC+3 | 19:30 UTC+3  |          |                 |                                            | Lod Publik: 200<refname="Matchrapporter"/> Domare: Ana Minić (Serbien) | Lod Publik: 200<refname="Matchrapporter"/> Domare: Ana Minić (Serbien) |

|             | 21 juli 2015 | Norge | 0 – 0   | England | Ramles stadsstadion                                                           |                                                                               |
| 19:30 UTC+3 | 19:30 UTC+3  |       | Rapport |         | Ramle Publik: 200<refname="Matchrapporter"/> Domare: Esther Azzopardi (Malta) | Ramle Publik: 200<refname="Matchrapporter"/> Domare: Esther Azzopardi (Malta) |
| 19:30 UTC+3 | 19:30 UTC+3  |       |         |         | Ramle Publik: 200<refname="Matchrapporter"/> Domare: Esther Azzopardi (Malta) | Ramle Publik: 200<refname="Matchrapporter"/> Domare: Esther Azzopardi (Malta) |
| 19:30 UTC+3 | 19:30 UTC+3  |       |         |         | Ramle Publik: 200<refname="Matchrapporter"/> Domare: Esther Azzopardi (Malta) | Ramle Publik: 200<refname="Matchrapporter"/> Domare: Esther Azzopardi (Malta) |

|             | 21 juli 2015 | Tyskland                | 1 – 0           | Spanien | Haberfeld-stadion                                                                       |                                                                                         |
| 19:30 UTC+3 | 19:30 UTC+3  | Rocío Gálvez 39′ (sjm.) | (1 – 0) Rapport |         | Rishon LeZion Publik: 400<refname="Matchrapporter"/> Domare: Lorraine Clark (Skottland) | Rishon LeZion Publik: 400<refname="Matchrapporter"/> Domare: Lorraine Clark (Skottland) |
| 19:30 UTC+3 | 19:30 UTC+3  |                         |                 |         | Rishon LeZion Publik: 400<refname="Matchrapporter"/> Domare: Lorraine Clark (Skottland) | Rishon LeZion Publik: 400<refname="Matchrapporter"/> Domare: Lorraine Clark (Skottland) |
| 19:30 UTC+3 | 19:30 UTC+3  |                         |                 |         | Rishon LeZion Publik: 400<refname="Matchrapporter"/> Domare: Lorraine Clark (Skottland) | Rishon LeZion Publik: 400<refname="Matchrapporter"/> Domare: Lorraine Clark (Skottland) |

## Slutspel

### Slutspelsträd
|  | Semifinaler    | Semifinaler |   |  | Final   | Final |  |
|  |                |             |   |  |         |       |  |
|  |                |             |   |  |         |       |  |
|  | Frankrike      | 1 (4)       |   |  |         |       |  |
|  | Spanien (str.) | 1 (5)       |   |  |         |       |  |
|  |                |             |   |  |         |       |  |
|  |                |             |   |  |         |       |  |
|  |                |             |   |  | Spanien | 1     |  |
|  |                | Sverige     | 3 |  |         |       |  |
|  |                |             |   |  |         |       |  |
|  |                |             |   |  |         |       |  |
|  |                |             |   |  |         |       |  |
|  |                |             |   |  |         |       |  |
|  | Tyskland       | 3 (2)       |   |  |         |       |  |
|  | Sverige (str.) | 3 (4)       |   |  |         |       |  |

### Semifinaler
|             | 24 juli 2015 | Tyskland                                                  | 0000 3 – 3 (e.fl.)         | Sverige                                                              | Netanya-stadion                                                                 |                                                                                 |
| 19:00 UTC+3 | 19:00 UTC+3  | Rebecca Knaak 12′ Nina Ehegötz 58′ Madeline Gier 78′      | (1 – 2) Rapport            | 21′ Tove Almqvist 44′, 88′ Stina Blackstenius                        | Netanya Publik: 680<refname="Matchrapporter"/> Domare: Esther Azzopardi (Malta) | Netanya Publik: 680<refname="Matchrapporter"/> Domare: Esther Azzopardi (Malta) |
| 19:00 UTC+3 | 19:00 UTC+3  |                                                           |                            |                                                                      | Netanya Publik: 680<refname="Matchrapporter"/> Domare: Esther Azzopardi (Malta) | Netanya Publik: 680<refname="Matchrapporter"/> Domare: Esther Azzopardi (Malta) |
| 19:00 UTC+3 | 19:00 UTC+3  | Rebecca Knaak Madeline Gier Felicitas Rauch Jenny Gaugigl | Straffsparksläggning 2 – 4 | Filippa Angeldal Nathalie Björn Stina Blackstenius Rebecka Blomqvist | Netanya Publik: 680<refname="Matchrapporter"/> Domare: Esther Azzopardi (Malta) | Netanya Publik: 680<refname="Matchrapporter"/> Domare: Esther Azzopardi (Malta) |

|             | 24 juli 2015 | Frankrike                                                                            | 0000 1 – 1 (e.fl.)         | Spanien                                                                                 | Lods stadsstadion                                                      |                                                                        |
| 21:30 UTC+3 | 21:30 UTC+3  | Marie-Charlotte Léger 36′                                                            | (1 – 1) Rapport            | 42′ Andrea Sánchez Falcón                                                               | Lod Publik: 433<refname="Matchrapporter"/> Domare: Rhona Daly (Irland) | Lod Publik: 433<refname="Matchrapporter"/> Domare: Rhona Daly (Irland) |
| 21:30 UTC+3 | 21:30 UTC+3  |                                                                                      |                            |                                                                                         | Lod Publik: 433<refname="Matchrapporter"/> Domare: Rhona Daly (Irland) | Lod Publik: 433<refname="Matchrapporter"/> Domare: Rhona Daly (Irland) |
| 21:30 UTC+3 | 21:30 UTC+3  | Théa Greboval Anissa Lahmari Sakina Karchaoui Marion Romanelli Marie-Charlotte Léger | Straffsparksläggning 4 – 5 | Laura Domínguez Sandra Hernández Rodríguez Laura Ortega Beatriz Beltrán Nahikari García | Lod Publik: 433<refname="Matchrapporter"/> Domare: Rhona Daly (Irland) | Lod Publik: 433<refname="Matchrapporter"/> Domare: Rhona Daly (Irland) |

### Final
|             | 27 juli 2015 | Spanien                        | 1 – 3           | Sverige                                          | Netanya-stadion                                                                    |                                                                                    |
| 19:40 UTC+3 | 19:40 UTC+3  | Sandra Hernández Rodríguez 81′ | (0 – 2) Rapport | 28′, 36′ Stina Blackstenius 89′ Filippa Angeldal | Netanya Publik: 7 230<refname="Matchrapporter"/> Domare: Lina Lehtovaara (Finland) | Netanya Publik: 7 230<refname="Matchrapporter"/> Domare: Lina Lehtovaara (Finland) |
| 19:40 UTC+3 | 19:40 UTC+3  |                                |                 |                                                  | Netanya Publik: 7 230<refname="Matchrapporter"/> Domare: Lina Lehtovaara (Finland) | Netanya Publik: 7 230<refname="Matchrapporter"/> Domare: Lina Lehtovaara (Finland) |
| 19:40 UTC+3 | 19:40 UTC+3  |                                |                 |                                                  | Netanya Publik: 7 230<refname="Matchrapporter"/> Domare: Lina Lehtovaara (Finland) | Netanya Publik: 7 230<refname="Matchrapporter"/> Domare: Lina Lehtovaara (Finland) |

## Skytteliga
Slutställningen i turneringens skytteliga:
| Nr | Land      | Spelare               | Mål |
| -- | --------- | --------------------- | --- |
| 1  | Sverige   | Stina Blackstenius    | 6   |
| 2  | Frankrike | Marie-Charlotte Léger | 3   |
| 3  | Spanien   | Alba Redondo          | 3   |
| 4  | Sverige   | Filippa Angeldal      | 2   |
| 5  | Danmark   | Nicoline Sørensen     | 2   |
| 6  | Spanien   | Maria del Pilar       | 2   |
| 7  | Tyskland  | Nina Ehegötz          | 2   |
| 8  | Tyskland  | Rebecca Knaak         | 2   |

## Slutställning
| Nr | Lag       | S | V | O | F | GM | IM | MS | P  |
| -- | --------- | - | - | - | - | -- | -- | -- | -- |
| 1  | Sverige   | 5 | 3 | 1 | 1 | 10 | 5  | +5 | 10 |
| 2  | Spanien   | 5 | 2 | 1 | 2 | 11 | 6  | +5 | 7  |
| 3  | Frankrike | 4 | 3 | 1 | 0 | 7  | 1  | +6 | 10 |
| 3  | Tyskland  | 4 | 2 | 1 | 1 | 6  | 6  | 0  | 7  |
| 5  | Norge     | 3 | 1 | 1 | 1 | 2  | 4  | −2 | 4  |
| 5  | Danmark   | 3 | 1 | 0 | 2 | 2  | 3  | −1 | 3  |
| 5  | England   | 3 | 0 | 1 | 2 | 2  | 5  | −3 | 1  |
| 5  | Israel    | 3 | 0 | 0 | 3 | 1  | 9  | −8 | 0  |